# بندیکت بویرن
بندیکت بویرن (به آلمانی: Benediktbeuern) یک شهر در آلمان است که در بایرن واقع شده‌است.

## خصوصیات
بندیکت بویرن ۳۷٫۸۶ کیلومترمربع مساحت دارد ۶۴۰ متر بالاتر از سطح دریا واقع شده‌است.